# Itapira (kommun)
Itapira är en kommun i Brasilien.   Den ligger i delstaten São Paulo, i den sydöstra delen av landet, 700 km söder om huvudstaden Brasília. Antalet invånare är 68 365.
Följande samhällen finns i Itapira:
- Itapira

Omgivningarna runt Itapira är huvudsakligen savann. Runt Itapira är det ganska tätbefolkat, med 116 invånare per kvadratkilometer.